# マーシュ彩
マーシュ 彩（マーシュ あや、2000年（平成12年）9月29日 - ）は、日本の女性タレント、ファッションモデル、女優、YouTuber、元アイドル。

## 略歴
アメリカ人の父親と日本人の母親の間にカリフォルニア州サンフランシスコにて生まれたハーフである。家族は両親のほか、2歳下の妹がいる。
小学2年生の時にお祭りでスカウトされたことをきっかけに、東京の芸能事務所・オフィスサカイに所属し芸能活動を開始する。
2013年、東京都の女性アイドルグループ「F.A.R.M.」（2014年に「White Lace」へ改名）の一員として活動開始。
講談社が主催する女性アイドル発掘オーディション「ミスiD2015」において、過去最多の応募者数4000名の中からファイナリスト41名に選ばれ、ミスiD個人賞（木村ミサ賞 / 竹中夏海賞 / VoCE賞）の3冠を受賞し、「第2の1000年に一度のアイドル」として注目を集める。
2015年1月17日、映画『劇場版 MOZU』で映画初出演。
2015年8月、集英社主催のミスセブンティーン2015に選ばれて同誌の専属モデルとなった。
2016年1月をもってアイドルグループ「White Lace」としての活動を休止。
2019年8月1日、それまで所属していたオフィスサカイからトップコートへ移籍。
2020年9月29日、YouTubeチャンネルを開設。
2021年2月24日、MBS・TBSドラマ『ホリミヤ』でテレビドラマ初出演。
2021年4月30日発売の『セブンティーン』6月号をもって同誌の専属モデルを卒業。
2022年4月4日より、貴島明日香の後任として『ZIP!』（日本テレビ）の第8代お天気キャスターとして登板。2025年3月28日まで3年間にわたってお天気キャスターを務めた。同年4月からは「流行ニュース キテルネ!」のリポーターとして不定期ではあるが、出演は継続する。
2022年5月25日、日本テレビ系水曜ドラマ『悪女（わる）働くのがカッコ悪いなんて誰が言った?』の第7話にゲストとしてリポーター役で出演し、初めてゴールデンプライムタイムの連続ドラマに出演。
2023年1月6日より、MBS・TBSドラマ特区『あなたは私におとされたい』で初めて連続ドラマにレギュラー出演。
2023年3月、トップコートからインセントへ移籍。

## 出演

### テレビドラマ
- ホリミヤ 第2話・第4話 - 最終話（2021年2月24日・3月10日 - 31日、MBS・TBS） - 綾崎レミ 役
- 美しい彼（MBS・TBS） - 志麻 役
  - シーズン1 第1話 - 第3話（2021年11月19日 - 12月3日）[11]
  - シーズン2 最終話（2023年3月1日）
- 悪女（わる）働くのがカッコ悪いなんて誰が言った? 第7話（2022年5月25日、日本テレビ） - リポーター 役
- あなたは私におとされたい（2023年1月6日 - 2月17日、MBS 他） - 大村ユリカ 役[12]
- #who am I（2023年3月8日 - 22日、フジテレビ） - 三井杏里 役[13]

### ネット配信ドラマ
- 真冬のオオカミくんには騙されない♥（2018年1月28日 - 3月25日、AbemaTV）

### 映画
- 劇場版 MOZU（2015年11月7日） - エレナ 役
- バイバイ、ヴァンプ!（2020年2月14日） - 黒森夜弥 役
- 美しい彼～special edit version～（2023年3月10日） - 志麻 役

### オリジナルビデオ
- ゴースト RE:BIRTH 仮面ライダースペクター（2017年） - クロエ 役[14]

### 舞台
- 国連クラシックライブ音楽劇「赤毛のアン」（2009年 - 2010年、東京国際フォーラム） - 友人 役
- ミュージカル「チャンス☆」2014（2014年、サンモールスタジオ） - 岸本麻衣 役、シンデレラガール賞受賞

### テレビ番組
- 賢者ファビウスの定理（2017年4月4日 - 9月19日、日本海テレビ） - ナレーター
- ZIP!（日本テレビ ）
  - お天気キャスター[8][9]（2022年4月4日 - 2025年3月28日）
  - 「流行ニュース キテルネ!」リポーター（2025年4月 - (予定)）

### ラジオ番組
- ラブコエラジオ（TOKYO FM）

### ネット配信番組
- 放課後放送局（WALLOP）

### MV
- BUMP OF CHICKEN「宝石になった日」（2016年6月公開）
- COLOR CREATION「Let it snow 〜会いたくて〜」（2018年12月公開）
- 吉田凜音「#film」（2019年2月公開）
- 須田景凪「無垢」（2022年4月公開）

### ミュージックドラマ
- ゆりめり「12/23」
- ゆりめり「SING」

### ランウェイ
- - Rakuten GirlsAward 2023 AUTUMN/WINTER（2023年9月30日、幕張メッセ）[15]

### CM
- バンダイナムコエンターテインメント「アイカツ！ミュージックビデオメーカー」
- HARUTA「HARUTA IMAGE GIRL 2016」
- 日本マクドナルド
  - 「マックシェイク はちみつレモン」篇（2016年2月 - ）
  - 「北海道ミルクパイ」篇（2016年3月 - ）
  - 「マックシェイク 甘夏みかん」篇（2016年5月 - ）
  - 「マックシェイク 沖縄パイン」篇（2016年6月 - ）
  - 「マックシェイク ヨーグルト」篇（2016年7月 - ）
  - 「マックシェイク もも」篇（2016年8月 - ）
- 森永製菓「ザ・クレープ」（2023年9月 - ）[16]

## 書籍

### 写真集
- マーシュ＆莉世 Memorial Photo Book（2013年3月31日）

### 雑誌連載
- Seventeen（2015年9月1日 - 2021年4月30日、集英社） - 専属モデル

## 受賞歴
- 講談社主催アイドル発掘オーディション「ミスiD2015」 木村ミサ賞 / 竹中夏海賞 / VoCE賞 3冠受賞（2014年9月26日）
- 第2回 CONOMi制服コンテスト 準グランプリ受賞（2015年1月）
- 第17回日本シューズベストドレッサー賞 女性部門[17]